# 阳安江
阳安江（1945年8月—），男，湖南溆浦人，中华人民共和国政治人物。华东化工学院（今华东理工大学）有机工业系橡胶加工专业毕业，同济大学管理工程专业在职研究生。

## 生平
1965年12月加入中国共产党。历任北京燕山石化公司胜利化工厂实验室技术员、宣传科副科长、科长，橡胶厂党委副书记、纪委书记，公司党委工作部部长、组织部部长、副书记、书记；北京市经济委员会主任、副市长、市委常委、市总工会主席等职。2002年5月任中共北京市委副书记、市纪委书记，2006年1月被补选北京市政协主席，2011年1月因年龄已到任职界限辞职。